# 车公庄西站
车公庄西站是一个位于中国北京市西城区展览路街道车公庄大街、展览馆路交叉口，属于北京地铁6号线的地铁车站。

## 位置
车公庄西站位于车公庄大街（东西向）和展览馆路（南北向）交口，呈东西走向。

## 构造
车公庄西站为地下车站，两端为双层，中间跨路口段为单层分离岛式站台，站台西侧有存车线，用于小交路列车折返。
车站总长360.3米，总建筑面积18130平方米，设有4个出入口，其中D口（西南口）直至2015年10月25日才投入使用。
车站仿照莫斯科地铁的车站设计，站厅有巨大的拱顶，与邻近的苏联式建筑北京展览馆相呼应，并设有以利玛窦为主题的艺术墙《面向世界》，呼应临近的滕公栅栏。
| 地面层          | 街道                    | A-D出入口                        |
| 地下一层 站厅层 | 站厅                    | 客务中心、自动售票机、进出站闸机 |
| 地下二层 站台层 |                         | █ 6号线往金安桥（白石桥南）      |
| 地下二层 站台层 | 分离岛式站台，左側開门  |                                  |
| 地下二层 站台层 | █ 6号线往潞城（车公庄） |                                  |

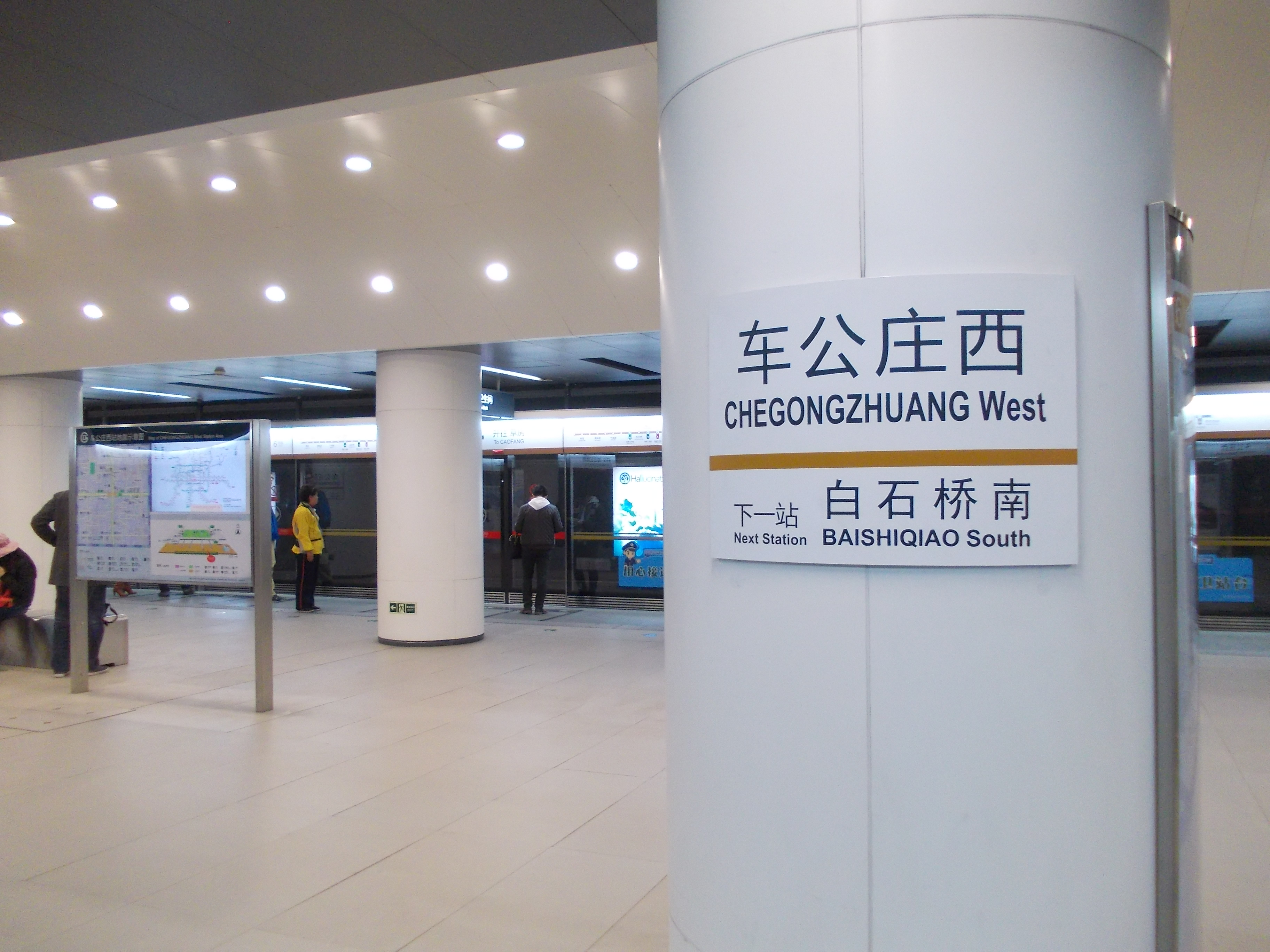
指示牌（2013年3月摄）
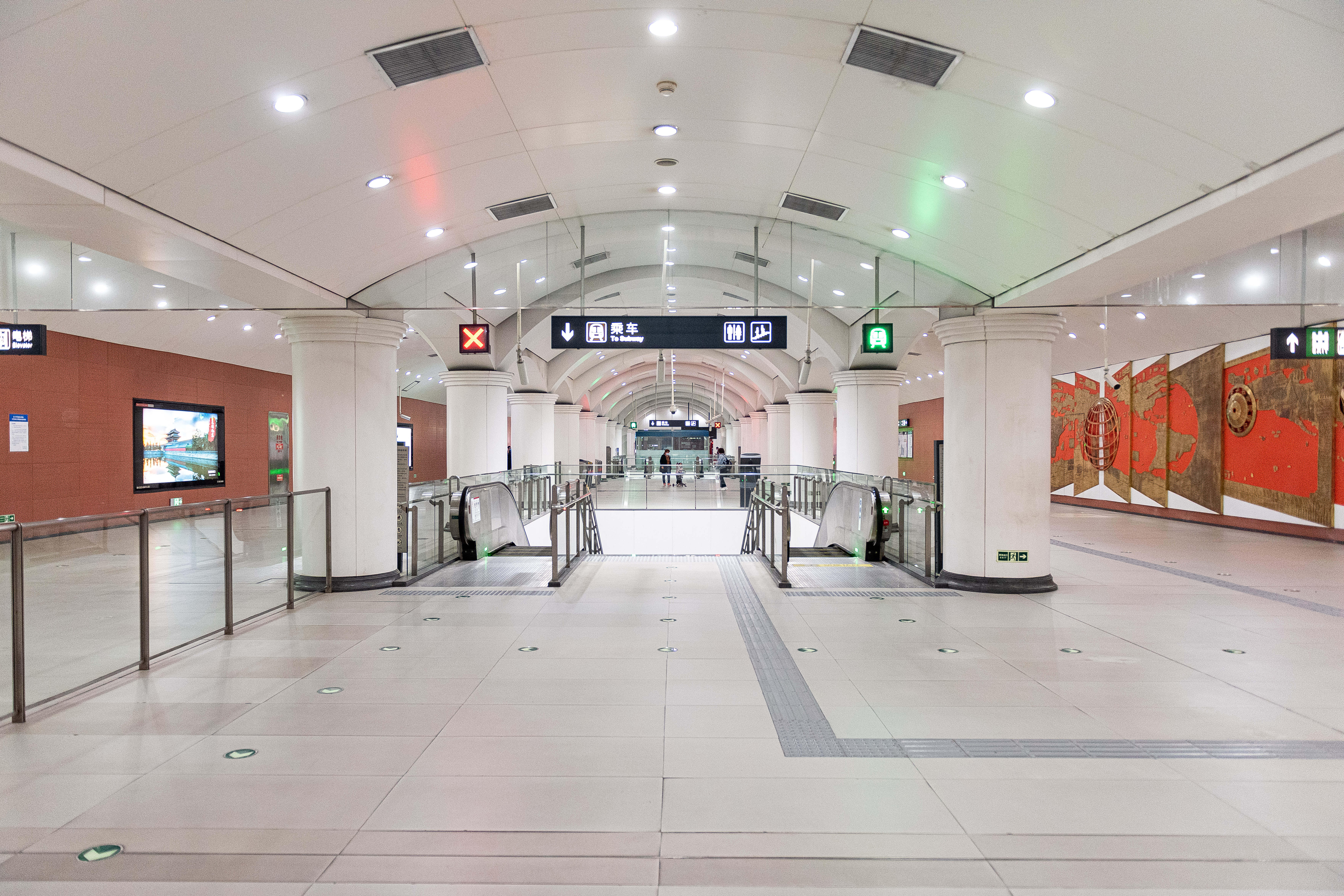
车公庄西站站厅，可见其拱顶设计（2021年4月摄）
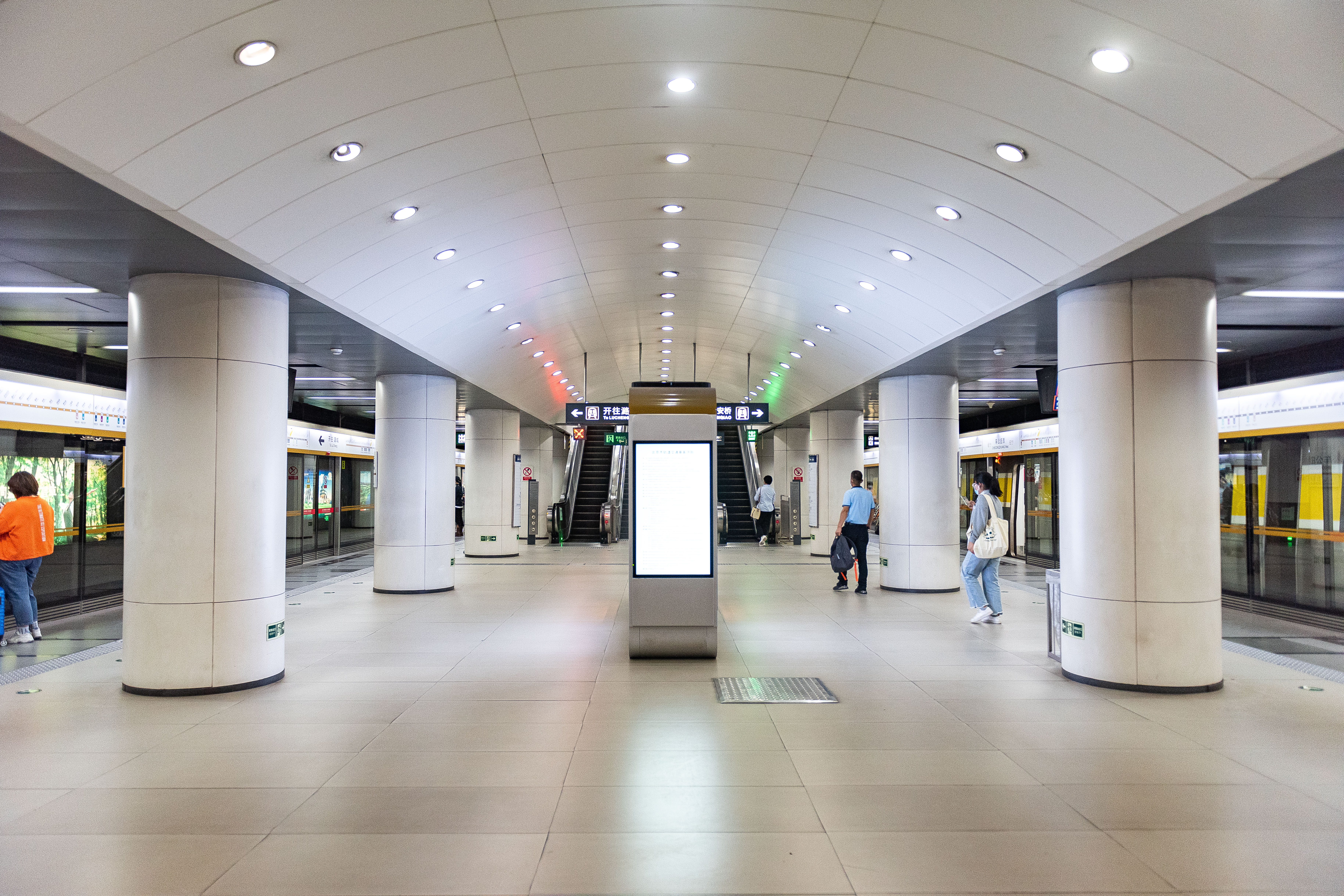
站台东部（2021年9月摄）

## 出入口
|                       |            |                  |      |                |
| 编号                  | 指示       | 建议前往的目的地 | 图片 | 无障碍设施图片 |
| 出口 · A · 升降机标志 | 车公庄大街 | 展览馆路         |      |                |
| 出口 · B              | 车公庄大街 | 展览馆路         |      | 不適用         |
| 出口 · C · 升降机标志 | 车公庄大街 | 展览馆路         |      |                |
| 出口 · D              | 车公庄大街 | 展览馆路         |      | 不適用         |
| 註： 設有             |            |                  |      |                |